# Балаев, Дмитрий Николаевич
Дмитрий Николаевич Балаев — советский хозяйственный, государственный и политический деятель.

## Биография
Родился в 1904 году в деревне Новиково в крестьянской семье. Член КПСС.
В 1917–1923 и 1927−1930 годах работал на Тверском вагоностроительном заводе. В 1923–1927 годах, служил на Балтийском флоте. В 1936 окончил Ленинградский кораблестроительный институт по специальности «инженер-механик». В 1936—1939 годах работал на Балтийском заводе строителем кораблей и парторгом. В 1941—1942 годах возглавлял Главное Управление Наркомата судостроительной промышленности.
В мае 1942 назначен директором Ярославского судостроительного завода. В конце 1944  был переведен в Киев директором судостроительного завода «Ленинская кузница» и возглавлял его до 1946 года, восстановив фактически разрушенное предприятие. В 1946–1963 годах работал директором Балтийского завода в Ленинграде, возглавив послевоенную реконструкцию и восстановление завода.
Делегат XXI съезда КПСС.
Умер в Ленинграде в 1974 году.